# Tegecoelotes secundus
Tegecoelotes secundus là một loài nhện trong họ Amaurobiidae.
Loài này thuộc chi Tegecoelotes. Tegecoelotes secundus được Kap Yong Paik miêu tả năm 1971.